# Ricarda-Huch-Schule (Dreieich)
Die Ricarda-Huch-Schule ist ein nach Ricarda Huch benanntes Gymnasium in Dreieich. Die Schule wurde 1964 gegründet und hat 1085 Schüler. Sie gilt als MINT-freundliche Schule und beteiligt sich aktiv am Wettbewerb Jugend debattiert.
Die Ricarda-Huch-Schule bietet das Abitur nach neun Schuljahren an.

## Ehemalige Schülerinnen und Schüler
- Dieter Zimmer (* 1958), Politiker (SPD), Abitur 1978
- Harry Keaton (* 1969), Künstler, Abitur 1983[4]
- Christian Schuchardt (* 1969), Politiker (CDU), Abitur 1988[5]
- Yael Adler (* 1973), Dermatologin[6]
- Martin Burlon (* 1975), Politiker (parteilos), Abitur 1994
- Janine Wissler (* 1981), Politikerin (Die Linke), Abitur 2001
- Lea Freund (* 1996), Schauspielerin, Abitur 2014
- Fabienne Gettwart (* 1996), Tennisspielerin, Abitur 2014
- Anna Elendt (* 2001), Schwimmerin, bis mindestens 11. Klasse, Abitur 2020 an anderer Schule[7]